# Unterseeboot 164 (1941)
Pour les articles homonymes, voir Unterseeboot 164.
Le Unterseeboot 164 (ou U-164) est un sous-marin allemand (U-Boot) de type IX.C utilisé par la Kriegsmarine pendant la Seconde Guerre mondiale.

## Historique
Mis en service le 28 novembre 1941, l'Unterseeboot 164 reçoit sa formation de base à Stettin en Pologne au sein de la 4. Unterseebootsflottille jusqu'au 31 juillet 1942, il rejoint sa flottille de combat à Lorient en France dans la 10. Unterseebootsflottille.
Il quitte le port de Kiel pour sa première patrouille le 18 juillet 1942 sous les ordres du korvettenkapitän Otto Fechner. Après douze jours en mer et un palmarès de deux navires marchands pour un total de 5 525 tonneaux, il rejoint la base sous-marine de Lorient qu'il atteint le 7 octobre 1942.
L'Unterseeboot 164 a effectué trois patrouilles dans lesquelles il a coulé trois navires marchands pour un total de 8 133 tonneaux au cours de ses 121 jours en mer.
Sa deuxième patrouille part du port de Lorient le 29 novembre 1942 toujours sous les ordres du Korvettenkapitän Otto Fechner. Après 39 jours en mer et un palmarès d'un navire marchand coulé de 2 608 tonneaux, l'U-164 est coulé à son tour le 6 janvier 1943 dans l'Atlantique sud au nord-ouest du Pernambouc au Brésil à la position géographique de 1° 58′ S, 39° 22′ O par des charges de profondeur lancées par un hydravion américain Consolidated PBY Catalina de l'escadron VP-83/P-2.

Cinquante-quatre membres de l'équipage sont tués lors de cette attaque, il y a deux survivants.

## Affectations successives
- 4. Unterseebootsflottille du 28 novembre 1941 au 31 juillet 1942 (entrainement)
- 10. Unterseebootsflottille du 1er août 1942 au 6 janvier 1943 (service actif)

## Commandement
- korvettenkapitän Otto Fechner du 28 novembre 1941 au 6 janvier 1943

## Patrouilles
|       | Commandant           | Départ           | Départ  | Arrivée        | Arrivée | Jours     | Succès  |
| ----- | -------------------- | ---------------- | ------- | -------------- | ------- | --------- | ------- |
| 1     | KrvKpt. Otto Fechner | 18 juillet 1942  | Kiel    | 7 octobre 1942 | Lorient | 12 jours  | 5 525   |
| 2     | KrvKpt. Otto Fechner | 29 novembre 1942 | Lorient | 6 janvier 1943 | Coulé   | 39 jours  | 2 608   |
| Total | Total                | Total            | Total   | Total          | Total   | 121 jours | 8 133 t |

Note : KrvKpt. = Korvettenkapitän

## Navires coulés
L'Unterseeboot 164 a coulé trois navires marchands pour un total de 8 133 tonneaux au cours des deux patrouilles (121 jours en mer) qu'il effectua.
| Date             | Nom              | Nationalité | Tonnage (GRT) | Fait  |
| ---------------- | ---------------- | ----------- | ------------- | ----- |
| 25 août 1942     | Stad Amsterdam   | Pays-Bas    | 3 780         | Coulé |
| 6 septembre 1942 | John A. Holloway | Canada      | 1 745         | Coulé |
| 1er janvier 1943 | Brageland        | Suède       | 2 608         | Coulé |